# Royce Alger
Royce Alger (ur. 6 marca 1965) – amerykański zapaśnik i zawodnik mieszanych sztuk walki (MMA). Srebrny medalista mistrzostw świata w 1990. Złoto na mistrzostwach panamerykańskich w 1989 i 1992. Pierwsze miejsce w Pucharze Świata w 1991 i 1992.
Drugi w mistrzostwach świata juniorów w 1983 roku. W zawodowych walkach od 1997 do 1999 roku, trzy wygrane i dwie porażki.
Zawodnik University of Iowa.